# La Vallée-de-l'Or
La Vallée-de-l'Or est une municipalité régionale de comté (MRC) de la province de Québec, dans la région administrative de l'Abitibi-Témiscamingue, créée le 8 avril 1981. Son chef-lieu est la ville de Val-d'Or. 

## Géographie
La MRC de la Vallée-de-l'Or couvre un territoire de 27 349,51 km2, dont 24 101,06 km2 terrestres et dont 60 % font partie du territoire de la ville de Senneterre. Elle est entourée, au nord, par le territoire équivalent de Jamésie, au nord-ouest, par la MRC d'Abitibi, à l'ouest, par la ville et territoire équivalent de Rouyn-Noranda, au sud-ouest, par la MRC de Témiscamingue, et au sud, par la MRC Pontiac et la MRC de la Vallée-de-la-Gatineau.

### Entités territoriales
La MRC est constituée de six municipalités locales et quatre territoires non organisés. Son territoire englobe aussi une réserve indienne et un établissement indien, qui n'en font pas juridiquement partie.
| Nom              | Statut                   | Population (2021) | Superficie (km2) | Densité (h/km2) | Ref. |
| ---------------- | ------------------------ | ----------------- | ---------------- | --------------- | ---- |
| Belcourt         | Municipalité             | 219               | 411,05           | 0,53            |      |
| Lac-Granet       | Territoire non organisé  | 0                 | 218,49           | 0               |      |
| Lac-Metei        | Territoire non organisé  | 0                 | 71,92            | 0               |      |
| Kitcisakik       | Établissement indien     | 257               | 1,08             | 237,96          |      |
| Lac-Simon        | Réserve indienne         | 1 285             | 6,81             | 188,69          |      |
| Malartic         | Ville                    | 3 355             | 148,85           | 22,54           |      |
| Matchi-Manitou   | Territoire non organisé  | 0                 | 164,95           | 0               |      |
| Réservoir-Dozois | Territoire non organisé  | 0                 | 3 836,82         | 0               |      |
| Rivière-Héva     | Municipalité             | 1 495             | 426,17           | 3,51            |      |
| Senneterre       | Ville                    | 2 782             | 14 889,93        | 0,19            |      |
| Senneterre       | Municipalité de paroisse | 1 202             | 568,88           | 2,11            |      |
| Val-d'Or         | Ville                    | 32 752            | 3 541,2          | 9,25            |      |
| Total            | Total                    | 43 347            | 24 292,04        | 1,78            |      |

## Démographie
| 1991   | 1996   | 2001   | 2006   | 2011   | 2016   | 2021   |
| ------ | ------ | ------ | ------ | ------ | ------ | ------ |
| 43 121 | 44 389 | 42 375 | 41 896 | 42 896 | 43 226 | 43 347 |